# Karl Adolf Scherer
Karl Adolf Scherer (* 29. August 1929 in Bad Kreuznach; † 4. November 2008 in Erzhausen) war ein deutscher Sportpublizist.
Scherer begann seine journalistische Laufbahn in Bad Kreuznach. 1958 begann er beim Sport-Informations-Dienst, wo er bis 1994 in leitender Position tätig war. Jahrzehntelang berichtete er von Olympischen Spielen und von insgesamt 39 Sessionen des IOC. 1988 wurde ihm der Olympische Orden in Silber verliehen.
Von 1960 bis 1972 war Scherer Autor in der Fachzeitschrift Athletik. Von 1972 bis 1984 und dann von 1988 bis 1996 fungierte er als Pressereferent des Deutschen Ringer-Bundes, von 1975 bis 1984 und von 1988 bis 1996 schrieb er für die Fachzeitschrift Der Ringer. 1991 wurde er mit der Ehrennadel mit Brillant des Weltringerverbandes FILA ausgezeichnet.
Neben seiner journalistischen Tätigkeit wirkte Scherer an zahlreichen Büchern mit und verfasste einige Standardwerke. 1970 war er Redakteur für Schwerathletik und Schach beim von Bodo Harenberg herausgegebenen Lexikon Die Stars des Sports von A-Z. Mit Harenberg blieb er auch später verbunden, in den 1990er Jahren schrieb er für Harenbergs Chronik-Verlag die Sportgeschichte in Zahlen. 1972 und 1976 war Scherer Chefredakteur der offiziellen Olympiabücher des NOK für Deutschland. Die 1986 unter seiner Leitung erschienene Festschrift zum hundertjährigen Jubiläum des Deutschen Schwimm-Verbandes ist bis heute eines der wichtigen Werke zur Geschichte des Schwimmsports in Deutschland geblieben. 

## Werke (Auswahl)
- 75 Olympische Jahre. Verlag pro Sport, München 1970
- Der Männerorden. Die Geschichte des internationalen Olympischen Komitees. Limpert-Verlag, Frankfurt am Main 1974
- 80 Jahre VfK Schifferstadt. Verlag Schifferstädter Tagblatt, Schifferstadt 1976
- Hochburg des Sports: Leverkusen. Econ-Verlag, Düsseldorf 1979
- 100 Jahre Deutscher Schwimm-Verband. Eine Dokumentation, Busche-Verlagsgesellschaft, München 1986
- 100 Jahre Ringen in Deutschland. Verlag Der Ringer, Niedernberg 1991
- 100 Jahre Olympische Spiele. Harenberg-Verlag, Dortmund 1995
- Chronik-Handbuch Sportgeschichte in Zahlen. Chronik-Verlag, Gütersloh 1997